# Dorsal Central de l'Índic
La Dorsal Central de l'Índic (DCI) és un límit de plaques tectòniques divergents entre la placa africana i la placa indo-australiana, que travessa les regions occidentals de l'oceà Índic. La secció nord de la dorsal es denomina la dorsal de Carlsberg. La dorsal central de l'Índic s'estén cap al nord des de la triple cruïlla de l'illa de Rodrigues fins a la cruïlla amb la Zona de Fractura d'Owen. Les illes de Saint Paul i Amsterdam a les dependències australs franceses són parts emergents d'aquesta dorsal.
La dorsal índica central exhibeix característiques morfològiques i geoquímiques que apunten al flux lateral d'astenosfera enriquida procedent del punt calent de la Reunió fins a l'eix de la carena. Al sud de la zona de fractura de Marie Celeste, situada a 18,25° S, la dorsal índica central es troba limitada per una regió de tancament cap al sud, que adopta la forma d'una V d'escorça poc profunda i s'estén a més de 800 km. En aquest tram, l'eix de la carena s'enfonsa cap al sud i és influït per desplaçaments laterals cap a l'esquerra que el porten cap a ponent. L'extrem nord de la carena, proper a l'illa de La Reunió, és el més baix i està dominat per un segment inflat amb fluxos de làmines associades que cobreixen una àrea de més de 50 quilòmetres quadrats. Tot i que aquestes característiques morfològiques sovint es relacionen amb la interacció entre dorsals i punts calents, cal assenyalar que el punt calent actiu més proper es troba a més de 1.100 km cap a l'oest, sota l'illa de La Reunió.
Els patrons geoquímics dels basalts esclatats al llarg de la dorsal de l'Índia Central revelen un gradient decreixent de MgO cap al nord i un augment de SiO2, suggerint una relació entre l'escorça menys profunda i l'increment de cristal·lització fraccionada magmàtica. Aquest gradient s'acompanya d'un augment excessiu en les proporcions d'elements incompatibles, indicant un enriquiment del mantell cap al nord. Aquest enriquiment es correlaciona amb la distància paral·lela d'extensió entre l'eix de la carena i la vora de la regió en forma de V d'escorça anormalment poc profunda. A escala local, el component enriquit del mantell es localitza preferentment als desplaçaments de la cresta de tercer ordre i adjacents a les parets del rift, demostrant la fusió d'un mantell d'espinel-lherzolita estratificat composicionalment.
Aquestes característiques són indicatives del flux lateral poc profund d'astenosfera enriquida des del punt calent, amb una velocitat d'aproximadament 333 mm per any i un flux d'almenys 50 m3 per segon, a través d'un cuc del mantell, cap a l'eix de la carena, on posteriorment migra cap al sud a una velocitat d'entre 54 i 67 mm per any.

## Entorn geològic
La morfologia de la dorsal central de l'Índic és característica de crestes lentes a intermèdies. La vall axial té una profunditat de 500–1000 m; els segments de dorsal de 50 a 100 km de longitud estan separats per falles transformants de 30 km de longitud i discontinuïtats no transformades de 10 km de longitud. El subministrament de material fos prové de dorsals volcàniques axials que tenen 15 km de llargada, 1 a 2 km d'amplada i arriben a tenir de 100 a 200 m per sobre del pis axial.
Amb una taxa d'expansió de 30 mm/any prop de l'Equador i 49 mm/any prop de la Triple cruïlla de l'illa de Rodrígues (TCR) (La TCR és una triple unió geològica on es troben tres plaques tectòniques: la placa africana, la placa indoaustraliana i la placa antàrtica) a l'extrem sud, la dorsal central de l'Índic és una dorsal d'extensió intermèdia ràpida caracteritzada per una obliqüitat moderada i poques compensacions grans, l'excepció òbvia sent la zona de fractura Mary Celeste de gairebé 300 km de longitud a 18 ° S. Entre 21°S i la zona de fractura Mary Celeste (18° S), la DCI es desvia cap a l'oest. Al llarg d'aquesta secció, els desplaçaments més grans canvien de lateral dret a lateral esquerre, però tornen al lateral dret al nord de 18 ° S.
Per contra, la secció sud (TCR-Zona de fractura d'Argo, 25°S-13°S) de la DCI és gairebé ortogonal pel que fa a la direcció d'expansió. Al nord d'Argo FZ és molt obliqua i està dominada per nombrosos segments de crestes petites. La secció nord de la DCI, inclosa la Dorsal Carlsberg, té una tendència N-NO i no té zones de fractura. La profunditat axial de la DCI augmenta de 3200 ma 20 ° S a 4000 ma la TCR.

## Límits
Tradicionalment es diu que la dorsal central de l'Índic separa la placa Africana de la placa Indo-Australiana. Així mateix, es diu que la zona de Fractura d'Owen a l'extrem nord de la dorsal central de l'Índic separa la placa Índia-Australiana de la placa Àrab. Tot i això, els moviments a la Zona de Fractura d'Owen són insignificants i l'Aràbia i l'Índia es mouen com una sola placa. Aquesta placa, al seu torn, està separada de la placa australiana per un límit difús, el límit entre l'Índia i la Placa de Capricorn, que s'estén cap a l'est des de la dorsal central de l'Índic prop del banc de Chagos fins a la dorsal del Meridià Noranta Est i cap al nord al llarg de la Dorsal del meridià Noranta Est fins a l'extrem nord de la Fossa de Java. Aquest límit difús es va iniciar probablement al Miocè tardà i està probablement relacionat amb l'obertura del golf d'Aden i l'aixecament de l'Himàlaia.
S'ha realitzat una inversió conjunta de dades de gravetat de l'aire lliure i satèl·lit magnètic (MAGSAT) per aprofundir quantitativament en l'origen de l'anomalia de gravetat de Bouguer sobre els altiplans de l'Índia central i les possibles implicacions del plegament a prop de la zona de l'Himàlaia al subcontinent indi a causa de la col·lisió entre les plaques índia i eurasiàtica. Mitjançant aquesta inversió, s'ha aconseguit delinear adequadament un model de profunditat de l'escorça de 40 km després de separar els models d'alta densitat i magnetització. Aquesta metodologia ha revelat, per primera vegada, una estructura de cresta oculta amb una longitud d'aproximadament 1500 km i orientada en direcció NW-SE. Aquesta estructura de cresta s'ajusta paral·lelament a l'eix de plegament de l'Himàlaia i a la dorsal de l'oceà Índic al mar d'Aràbia.
La validesa d'aquesta estructura de cresta s'ha confirmat amb un model de relleu quantitatiu a través d'un perfil d'anomalia representatiu, que mostra que el punt més elevat d'aquesta cresta és aproximadament 6 km més alt que el nivell de l'escorça circumdant a l'Índia peninsular. A més, els contorns astro-geoïdals ofereixen un suport visual evident per a aquesta estructura de la cresta, corroborant encara més la seva presència i rellevància en el context geològic de la regió.

## Història tectònica i interacció de punts calents
La dorsal central de l'Índic es va obrir durant la separació de l'altiplà oceànic de les Mascarenes i la dorsal de Chagos-Laccadive fa uns 38 milions d'anys, tots dos productes del punt calent de l'illa de Reunió, l'únic punt calent conegut que ha interactuat amb la dorsal central de l'Índic. Situat ara a 1100 km de la DCI, el punt calent va travessar la DCI prop dels 18-20°S, des de la placa índia a l'africana, als 47 Ma. La pista del punt calent de Reunió inclou la Dorsal de Chagos-Laccadive a la Placa Índia, que condueix a la costa occidental de l'Índia, on el punt calent nounat va produir les Trampes del Decàn al nord-oest de l'Índia a 66 Ma.
L'única estructura sobre l'aigua prop de la dorsal central de l'Índic és l'Illa de Rodrigues, la part superior de l'enigmàtica triple cruïlla de Rodrigues entre Maurici i la dorsal. La cresta de Rodrigues arriba a la dorsal central de l'Índic a 19°S a través d'una sèrie de crestes en esglaó conegudes com els Tres Reis Mags. Les roques volcàniques de l'illa Rodrigues són, tanmateix, similars a les roques d'1,58 a 1,30 Ma de Reunió i Maurici i, per tant, la dorsal Rodrigues no es pot haver originat a la dorsal central de l'Índic, deixant el punt calent de Reunió com el candidat més probable.

## Extensió tectònica a la Dorsal Central de l'Índic entre 8°S i 18°S
La secció mitjana de la dorsal índica central (MCIR) entre els 8° S i 18° S és una representació típica de les dorsals oceàniques mitjanes de l'oceà Índic, tot i que no ha estat abordada sistemàticament en estudis previs. En aquest informe, presentem els resultats d'una minuciosa enquesta cartogràfica de seccions tant dins com fora de l'eix del MCIR, que inclou batimetria multifeix, magnetisme, hidrocastig i mostreig del fons marí. La MCIR, amb una longitud de 700 km, es compon de sis segments principals que estan separats per més de 30 km al llarg de falles transformadores ben desenvolupades. Tres d'aquests segments es divideixen en set segments secundaris amb un desplaçament inferior a 30 km a través de discontinuïtats no transformadores. Hem identificat per primera vegada 11 complexos principals del nucli oceànic (OCC), que es troben gairebé en tots els extrems dels segments, amb una freqüència d'aproximadament un cada 60 km de la cresta estudiada.
Els estudis de models d'expansió del fons marí, utilitzant inversions magnètiques, indiquen que la MCIR és una cresta de propagació lenta amb velocitats mitjanes d'obertura total que varien entre 33,7 i 45,1 mm/any, augmentant de nord a sud. La forma altament corbada i intermitent de la cresta axial, la robustesa del flanc, la variabilitat en la profunditat i l'amplada de la vall mitjana, juntament amb les freqüents aparicions de complexos del nucli oceànic i discontinuïtats no transformadores, demostra que els processos de direccionament asimètric són predominants al llarg de la cresta. La simetria en les velocitats d'expansió, juntament amb les característiques morfotectòniques, suggereixen que els segments de la MCIR es van formar principalment mitjançant una extensió tectònica amb una baixa activitat magmàtica.
Els segments amb direccionament asimètric controlat per l'extensió tectònica representen aproximadament el 96% de la MCIR, mentre que el direccionament simètric controlat per un magmatisme més robust constitueix menys del 4%. És freqüent la presència de xemeneies hidrotermals amb altes concentracions de metà sobre els OCC, indicant que les falles de despreniment que exposen abundantment els OCC faciliten una circulació hidrotermal extensa fora de l'eix. La serpentinització de la roca derivada del mantell als OCC pot ser una de les principals fonts de calor i metà en les zones fora de l'eix.